# Garo Yepremian
Garabed Sarkis „Garo“ Yepremian (* 2. Juni 1944 in Larnaka, Zypern; † 15. Mai 2015 in Media, Pennsylvania) war ein US-amerikanischer American-Football-Spieler mit armenischer Abstammung. Er spielte als Kicker in der National Football League (NFL) unter anderem bei den Miami Dolphins.

## Jugend
Garo Yepremian wurde als Sohn armenischer Eltern in Zypern geboren. Mit 16 Jahren zog er nach London und arbeitete dort in einem Kaufhaus. Am Wochenende spielte er halbprofessionell Fußball. Sein Bruder Krikor Yepremian erhielt ein Fußballstipendium an der University of Indiana. Garo folgte ihm nach. Beide konnten bei einem Footballspiel den aus Ungarn stammenden Kicker der Buffalo Bills, Pete Gogolak, im Fernsehen beobachten. Sie gingen davon aus, dass Garo dessen Leistungen erreichen kann. Krikor wandte sich an die Verantwortlichen der Atlanta Falcons und der Detroit Lions und bat darum Garo zu einem Probetraining einzuladen. Krikor blieb bis 1978 der Manager seines Bruders und übernahm danach das Amt des General Managers beim Fußballverein New York Cosmos.

## Spielerlaufbahn
Garo Yepremian konnte in Detroit bei einem Probetraining überzeugen. Er erhielt am 13. Oktober 1966 einen Profivertrag und trat drei Tage später zu seinem ersten Spiel gegen die Baltimore Colts an. Zu diesem Zeitpunkt betrug seine Barschaft nur noch 10 US-Dollar, er selbst sprach nur schlecht englisch und er wusste nicht wie die Spielkleidung anzulegen ist. Allerdings hatten die Lions mit Alex Karras einen Spitzenspieler in ihren Reihen stehen, der selbst griechisch sprach und Yepremian bei seinen Sprachproblemen behilflich war.
Eine Woche nach seinem Debüt erhielt Yepremian in einem Spiel gegen die San Francisco 49ers seine erste Einsatzzeit. Er verwandelte drei Extrapunkte, drei seiner vier Field-Goal-Versuche schlugen jedoch fehl und seine Mannschaft verlor mit 24:27. Am 13. November 1966 konnte Yepremian mit den Lions seinen ersten Sieg erzielen. Zum 32:31-Sieg seiner Mannschaft über die Minnesota Vikings trug er sechs Field Goals und zwei Extrapunkte bei. Die Saison 1966 lief für die Mannschaft aus Detroit nicht gut und auch die Saison 1967 unter dem neuen Head Coach der Lions, Joe Schmidt, brachte keine Besserung. Garo Yepremian schloss sich nach dieser Saison der United States Army an und erhielt nach seiner Militärdienstzeit keinen neuen Vertrag bei den Lions. Die von Don Shula trainierten Miami Dolphins ließen sich die Gelegenheit nicht entgehen. Nach einem Probetraining entließen sie ihren deutschstämmigen Kicker Karl Kremser und engagierten Yepremian. Die nachfolgenden Jahre verliefen für die Dolphins und Yepremian sehr erfolgreich.
Während die Dolphins im Jahr 1970 in den Play-offs noch vorzeitig scheiterten, zogen sie im folgenden Jahr mit einem 27:24-Sieg über die Kansas City Chiefs ins AFC Championship Game ein. Yepremian hatte an dem Sieg einen maßgeblichen Anteil. Das Spiel war lange Zeit ausgeglichen und musste zweimal in die Verlängerung. Sieben Minuten und 40 Sekunden vor dem Ende der zweiten Verlängerung erzielte Yepremian das entscheidende Field Goal für seine Mannschaft.
Mit einem 21:0-Sieg gegen die Baltimore Colts gewannen die Dolphins schließlich die Meisterschaft in der American Football Conference (AFC). Yepremian erzielte in dem Spiel drei Extrapunkte, scheiterte dann aber im folgenden Super Bowl VI an den von Tom Landry trainierten Dallas Cowboys mit 3:24. Yepremian verwandelte in dem Spiel ein Field Goal.
1972 gelang Yepremian der Gewinn seines zweiten AFC Titels. Im AFC Championship Game unterlagen die Pittsburgh Steelers den Dolphins mit 17:21, Yepremian erzielte dabei drei Extrapunkte, womit sie gleichzeitig in den Super Bowl VII einzogen, wo sie auf die Washington Redskins trafen. Die Redskins mussten sich mit 7:14 geschlagen geben, konnten in dem Spiel allerdings aufgrund eines Fehlers von Yepremian kurz vor Spielende einen Touchdown erzielen. Dabei wurde ein Field Goal von Yepremian geblockt und dessen Versuch den in seine Arme springenden Spielball mittels eines Passes zu einem Mitspieler zu spielen, endete in den Armen eines gegnerischen Cornerbacks. Der Fehler war jedoch nicht spielentscheidend. Trotz seines Fehlers hatte Yepremian, der niemals eine Ausbildung zum Footballspieler erhalten hatte, seinen ersten Super Bowl gewonnen.
Die Erfolgsgeschichte von Garo Yepremian setzte sich auch im Jahr 1973 fort. Erneut erreichte die Mannschaft aus Miami das AFC Championship Game, wo sie auf die von John Madden betreuten Oakland Raiders traf. Mit neun erzielten Punkten konnte Yepremian zum 27:10-Sieg seiner Dolphins über die Mannschaft aus Oakland beitragen. Mit einem 24:7-Sieg über die Minnesota Vikings, in dem Spiel erzielte Yepremian insgesamt sechs Punkte, gelang ihm sein zweiter Super-Bowl-Erfolg.
Garo Yepremian spielte noch fünf weitere Jahre bei den Dolphins. Obwohl die Mannschaft in vier Spielzeiten mehr Spiele gewann, als sie verlor, gelang es Yepremian nicht mehr mit seinem Team in ein Endspiel einzuziehen. Im Jahr 1979 spielte er für eine Saison bei den New Orleans Saints, um nach zwei weiteren Spielrunden bei den Tampa Bay Buccaneers seine Profilaufbahn zu beenden.

## Außerhalb der Spielerlaufbahn
Garo Yepremian war verheiratet und wurde Vater zweier Söhne. Seine Schwiegertochter starb im Jahr 2004 an einem Gehirntumor. Um den Kampf gegen diese Krankheit zu unterstützen, gründete er im Jahr 2001 die Garo Yepremian Foundation. Im Jahr 2002 schrieb er über seine Spielzeit in Miami ein Buch. Yepremian starb am 15. Mai 2015 in einem Krankenhaus in Media, Pennsylvania, im Alter von 70 Jahren an den Folgen eines Gehirntumors. Er ist auf dem Oaklands Cemetery in West Chester, Pennsylvania, beerdigt.

## Ehrungen
Garabed Yepremian spielte zweimal im Pro Bowl und wurde 1973 zum Pro Bowl MVP ernannt. Zweimal wurde er zum All Pro gewählt. Er wurde Mitglied im NFL 1970s All-Decade Team und in der Florida Sports Hall of Fame.